# Eucyclops subterraneus
Eucyclops subterraneus is een eenoogkreeftjessoort uit de familie van de Cyclopidae. De wetenschappelijke naam van de soort is voor het eerst geldig gepubliceerd in 1907 door Graeter.